# Ашинов, Николай Иванович
Никола́й Ива́нович Ашинов (1856 г. Царицын — 1902 г. Камышинский уезд Саратовской губернии Российской империи) — казак, саратовский мещанин, искатель приключений и авантюрист-путешественник с 1883 года, русский лингвист-любитель — издавший «Абиссинскую азбуку и начальный абиссино-русский словарь» (Ст.-Петербург, 1888 года), а также — командир экспедиции в Абиссинию (Эфиопия), обосновавшийся с добровольными русскими колонистами из состава терских казаков в заброшенном египетском форте Сагалло (Сагаллу́, фр. Sagallou) в начале 1889 года и закрепивший указанную территорию за Российской империей под наименованием Новая Москва; вступив в контакт с эфиопским императором — негусом Иоанном IV (амх. ንጉሠ-ነግስት ዮሐንስ አራተኛ), — и в качестве атамана, содействовал политическому и церковному сближению этой христианской страны с Российской империей; наряду с Николаем Степановичем Леонтьевым участвовал в колониальном разделе на Африканском Роге в период его завершения.

## Биография
Будучи мещанином Саратовской губернии, родился в 1856 году в Царицыне (современный город Волгоград) в потомственной купеческой семье, обучался в Саратовском реальном училище.
В 1883 году Ашинов прибыл в Петербург и стал там рассказывать, что якобы в горах Анатолии Османской империи и на персидском побережье Каспийского моря последние три сотни лет проживают казаки, потомки тех, которые переселились из России. Они якобы сохранили не только свой образ жизни, но и верность православию, русским обычаям и желание послужить России. Ашинов выдавал себя за выборного атамана этих «вольных казаков» и заявлял, что прибыл в Петербург, чтобы выпросить у российского правительства для «вольных казаков» разрешения вернуться в Россию, поселившись на Черноморском побережье Кавказа. Там Ашинов предлагал создать новое Черноморское казачье войско во главе с ним самим.
Ашинову удалось привлечь на свою сторону инженера и публициста Панаева, командующего Главной императорской квартирой генерала Рихтера, лидера славянофилов Аксакова и влиятельного издателя Каткова. После этого Ашинов весной 1884 года стал собирать добровольцев на переселение из Полтавской губернии в Сухумский округ, где Ашинов сумел получить для них территорию под поселение, названного им станицей Николаевской, но больше половины переселенцев сразу вернулись назад. Ашинов, навязав им себя в атаманы, присваивал выделенные местной администрацией подъемные деньги. В декабре 1884 года после проверки было возбуждено уголовное дело, но Ашинов бежал в Москву, где представил себя пострадавшей стороной, в чём ему помогли Катков, а затем и петербургский публицист Суворин.
В 1885 году прибыл в северный порт итальянской колонии Массау Эритреи на побережье Красного моря в районе Африканского Рога, утверждая, что он атаман и его целью является путешествие в северо-эфиопскую профинцию Тигр Абиссинии, куда он отправился, задавшись планом содействовать политическому и церковному сближению христианской страны с Российской империей, и в этих видах вступил в политические отношения с негусом Иоанном, выдавая себя за представителя русского правительства.
После возвращения в Россию через своих покровителей в высоких сферах Ашинов безуспешно добивался приема у императора Александра III. Он привёз императору подарки якобы от абиссинского негуса, среди которых был живой страус (были и другие звери, которые, по словам Ашинова, не перенесли дороги). Эти подарки императору были переданы командующему Императорской квартирой генералу Рихтеру, а страуса поместили в птичнике в Гатчинском парке.
Ашинов пытался получить государственную поддержку, деньги и оружие для занятия территории в Абиссинии. Сначала он безуспешно действовал через морского министра Шестакова, а затем ему удалось дойти до обер-прокурора Святейшего Синода Победоносцева, который поддержал идею об основании в Абиссинии православной миссии. Также Ашинов заручился покровительством нижегородского губернатора Баранова, который пользовался доверием Александра III. В результате император дал согласие на предварительную разведку в районе Африканского Рога.
Весной 1888 года Ашинов с небольшой группой спутников отплыл на пароходе Добровольного флота «Кострома» в Африку и 6 апреля 1888 года они высадились на берегу Таджурского залива. Ему удалось установить дружеские отношения с местным племенным вождем, вскоре после чего он вернулся в Россию. Он привёз с собой двух абиссинских монахов из иерусалимского монастыря, выдавая их за посланцев самого негуса.
Победоносцев был впечатлён и стал готовить к отправке в Абиссинию духовную миссию. Александр III на очередном письме Победоносцева об Ашинове от 9 октября 1888 г. поставил резолюцию «Увижу, что можно будет сделать по этому поводу». Было решено послать вместе с Ашиновым духовную миссию во главе с архимандритом Паисием, небольшую партию оружия для абиссинцев и основать на берегу угольную станцию для снабжения российских кораблей. Был начат набор добровольцев в экспедицию, сбор пожертвований, Ашинову выдали партию оружия из арсеналов Одесского военного округа. Однако 7 ноября 1888 года от посла в Константинополе Нелидова Александру III стало известно, что Ашинов просто бросил в Африке своих спутников, ничего не добившись. В правительственная поддержка Ашинову прекратилась, данные ему оружие и уголь у него отняли, и теперь его экспедиция стала лишь его частной инициативой.
В декабре 1888 года экспедиция Ашинова отправилась в Африку. В ней было всего около 150 человек самого разного происхождения, в том числе женщин с детьми и около 40 человек духовной миссии.
Вернувшись затем в Россию, он, именуя себя «вольным казаком», затеял в 1889 году вместе с монахом Паисием экспедицию в Абиссинию. Во главе отряда из 150 терских казаков временно остановился в форте Сагалло на побережье берега Французского Сомали (сейчас Джибути), чтобы затем отправиться в Абиссинию. В Абиссинии планировал создать колонию «Новая Москва». Экспедиция Ашинова наделала много шума в печати вследствие ложных слухов о значительном числе её участников.
В том же 1889 году форт Сагалло, где остановился Ашинов со своими спутниками, был разгромлен французскими войсками. Ашинов и поселенцы арестованы и отправлены в Россию.
По личному указанию царя Александра III, после непродолжительного следствия, все участники экспедиции были отправлены к месту жительства этапным порядком. Архимандрита Паисия определили в монастырь в Грузии. Ашинова сослали под надзор полиции на три года в один из отдаленных уездов Саратовской губернии.
Позже Ашинов объявился в Париже, а затем — в Лондоне, откуда в августе 1891 года прислал царю письмо, где предлагал свои услуги для освоения обширной территории в Африке.
Вопрос о последних годах жизни Н. И. Ашинова остаётся открытым. По воспоминаниям сверстника Ашинова, опубликованным в 1911 году, свои последние дни Ашинов завершил «у себя на родине, в Камышинском уезде Саратовской губернии».
Несмотря на неудачу, авантюра Ашинова имела важное значение для развития российско-эфиопских отношений, так как повысился интерес к этой африканской стране как в российском обществе, так и в правительственных кругах. Ашинов оставил свой след и в науке, издав в 1888 году в Петербурге «Абиссинскую азбуку и начальный абиссино-русский словарь».
Ашинов — один из персонажей очерка Лескова «Вдохновенные бродяги».

## Память
- В 2024 году режиссёр Сергей Сенцов снял документальный фильм «Атаман Африка» о Николае Ашинове[17][18].
- В 2025 году в рамках научно-просветительского проекта «Их имена в природе» учёные Института физиологии растений имени К. А. Тимирязева РАН дали новому виду микроскопических водорослей из Эфиопии название Sellaphora ashinovii в честь Ашинова[19].